# Universidad Indígena Quechua Casimiro Huanca
La Universidad Indígena Boliviana Comunitaria Productiva Intercultural Quechua “Casimiro Huanca” (acrónimo: UNIBOL Quechua) o sencillamente Universidad Indígena Quechua Casimiro Huanca es una universidad pública boliviana. La universidad fue creada con la función de impartir clases en los idiomas nativos indígenas (Runa simi) y que fomenten la formación científica para recuperar la vivencia en comunidad de los pueblos quechuas de Bolivia y con la misión de generar Sumaq Kawsay no solamente para los quechuas sino para el conjunto de los habitantes del Estado Plurinacional de Bolivia.
La Universidad Indígena Quechua viene funcionando en el municipio de Chimoré, provincia de Carrasco, ubicado en el departamento de Cochabamba, desde abril de 2009 y su primer rector fue Es su rector el licenciado Jaime Zambrana, investigador de la realidad del trópico cochabambino.
Los fundamentos filosófico-políticos de la UNIBOL Quechua son:
- Descolonización, intraculturalidad e interculturalidad;
- Educación productiva, comunitaria y familiar;
- Democracia Comunitaria;
- Modelo Productivo Comunitario;
- Integración Universidad-Sociedad-Estado.

## Organización
El pregrado en la universidad se organiza en torno a 4 carreras académicas:
- Ingeniería de Transformación de Alimentos[1][3];
- Ingeniería en Agroforestería Comunitaria Ecológica[1];
- Ingeniería en Acuicultura Comunitaria y Gestión de Agua[1];
- Licenciatura en Economía Comunitaria Productiva.

El posgrado en la universidad se organiza en torno a los programas de diplomados, especialidades y maestrías:
- Diplomado en Educación Superior, Descolonizadora, Sociocomunitaria y Tecnológica Indígena;
- Diplomado en Gestión Pública Descolonizadora y Geopolítica Plurinacional (Tukuy sunquwan yachayninchikta, ruwayninchikta, yuyayninchikta kallpachaspa sumaq kawsayman kutina);
- Especialidad en Gestión Comunitaria del Agua;
- Maestría en Producción Agroecológica Y Orgánica de Quinua;
- Maestría en Procesos Agroecológicos, Descolonización Alimentaria y Cambio Climático.